# عبيد الله بن قيس الرقيات
عُبَيْدُ اَللَّهِ بْنُ قَيْسِ بْنِ شُرَيْحِ بْنِ مَالِكِ بْنِ رَبِيعَةَ بْنِ أُهَيْبِ بْنِ ضِبَابِ بْنِ حُجَيْرِ بْنِ عَبْدِ بن مَعِيصِ بْنِ عَامِرِ بْنِ لُؤَيِّ بْنِ غَالِبِ بْنِ فِهْرٍ المعروفُ بـ «اِبْنِ قَيْسِ اَلرُّقَيَّاتِ»، توفي سنة 85 هجرية، المولود في العقد الثالث من القرن الهجري.

## سيرته
هو شاعر قريش في العصر الأموي، من بني عامر بن لؤي. سمي قيس الرقيات لأنه كان يتغزل بثلاث نساء اسم كل واحدة منهن رقية، كان مقيماً في المدينة، وخرج مع مصعب بن الزبير على عبد الملك بن مروان، وهو القائل في مصعب بن الزبير:
وبعد مقتل ابن الزبير انتقل إلى الكوفة، فأقام بها سنة ثم انتقل إلى الشام، فلجأ إلى عبد الله بن جعفر، فسأل عبد الملك في أسره فعفا عنه، إلا أنه حرمه أن يأخذ مع المسلمين عطاء، فكان عبد الله بن جعفر إذا خرج عطاؤه أعطاه. وأقام في الشام إلى أن توفي فيها. كان أكثر شعره في الغزل، وله مدح وفخر، وهو القائل في عبد الله بن جعفر:
نشر المستشرق رودوكاناكس ديوانه مع ترجمة ألمانية، ثم تبعه محمد يوسف نجم بطبعة حافلة بالأغلاط.